# Calamaria leucogaster
Espèce
Synonymes
- Calamaria arcticeps Günther, 1866
- Calamaria beccari Peters, 1872
- Calamaria brooki Boulenger, 1895
- Calamaria smithi Dunn, 1923

Statut de conservation UICN

 LC  : Préoccupation mineure
Calamaria leucogaster  est une espèce de serpents de la famille des Colubridae.

## Répartition
Cette espèce se rencontre à Java, à Sumatra et au Kalimantan en Indonésie et en Malaisie orientale.
Elle se rencontre entre 300 et 1 200 m d'altitude. Sa présence est incertaine en Thaïlande. Pour l'UICN, le spécimen de Java est douteux.

## Publication originale
- Bleeker, 1860 : Over de reptilien-fauna van Sumatra. Natuurkundig tijdschrift voor Nederlandsch Indië, Batavia, vol. 21, p. 284-298 (texte intégral).